# 東濃鉄道ED1000形電気機関車
東濃鉄道ED1000形電気機関車（とうのうてつどうED1000がたでんききかんしゃ）は、かつて東濃鉄道駄知線に在籍した直流用電気機関車。

## 概要
駄知線はその前身である駄知鉄道が沿線の主要生産物である陶磁器の輸送を主目的として開業したことから、開業当初より貨物輸送を行っていた。1950年（昭和25年）の全線電化に伴う動力変換に際しては従来の蒸気機関車に代わる貨物列車牽引用の動力車が必要となったため、同年6月25日認可で竣功したのが本形式である。
本形式はモハ100形とともに東芝・東芝車輌（同年に東芝と合併し、現・東芝府中事業所）に発注され、同年7月1日の電化完成に合わせて運用を開始した。
本形式は一形式1両 (1001) のみの存在であり、かつ東濃鉄道が保有した唯一の電気機関車であった。

## 仕様

### 車体
車体中央部に小型の運転室を設け、その前後に主要機器を内蔵した機械室（ボンネット）を設置する、いわゆる凸形車体を有する。本形式においては、東芝が戦中から終戦直後にかけて数多く新製した、板台枠台車と角張った前傾型ボンネットが特徴のいわゆる「東芝標準型」凸型電機とは全く異なる設計を採用し、溶接工法によって組み立てられたやや丸みを帯びた長方形のボンネットと運転室が特徴である。前後の機械室上部には抵抗器の放熱孔が設けられているが、その形状は同じく東芝において1958年（昭和33年）に設計・製造された富山地方鉄道デキ12020形と同一である。
前面窓は乗務員扉部を含めて4枚の窓で構成されており、乗務員扉は運転室前後両側に点対称配置（前後両側とも向かって右側）で設置され、扉開口部の上端部が他の3枚の窓の上端部と揃えられていることから、乗務員扉部の窓のみ一回り小さい。運転室への出入りはボンネット横の通路を介して行うため、乗降の便を図って右側の台枠部分には手すりならびにステップが設置されている。
本形式は設計上運転室の前後寸法に余裕がないことから、運転席をレール方向すなわち横向きとし、運転台に搭載する運転関連機器を1セットのみとして、運行時には運転士が進行方向によって顔の向きを変えるという、日本国有鉄道（国鉄）における入換用ディーゼル機関車と同一の体裁が取られた。
前照灯は白熱灯一灯式で、運転室部分中央の窓上に設置され、標識灯は前面の端梁部前端に左右1つずつ設置された。
車体塗装は端梁部も含めて茶色一色塗りであった。

### 主要機器
当然のことながら、本形式の主要機器は空気制動関連の部品を除いて全て東芝製のもので統一されている。
制御器は電磁カム軸式の手動加速制御器を採用した。元より重連運用を考慮していないことから制御引き通し線などの装備は持たず、総括制御は不可能な仕様であった。
主電動機はSE-170C（端子電圧750V定格出力67.1kW）を4基搭載し、駆動方式は吊り掛け駆動、歯車比は15:74 (4.93) 、定格速度は27.5km/hである。このように、運転台構造こそ入換用機関車と同一の体裁であったものの、性能上は本形式が本線運用が可能な電機であったことを示している。
台車は側枠を一体鋳鋼製としたペンシルバニア形軸ばね式台車で、外観・機構とも国鉄制式台車であるDT16台車に酷似したものであった。同台車はモハ100形101・102が装備する台車と同一であるが、本形式においてはその用途上より確実な粘着性能が求められることから、前後台車の両端に位置する動軸（第1・第4軸）部分に砂箱が設置された点が異なる。枕ばねは2連の重ね板ばねを採用し、固定軸間距離は2,250mm、軸受構造は平軸受（プレーンベアリング）式である。

## 導入後の変遷
導入後は主に貨物列車牽引用途に供されたほか、貨物列車に旅客用電車を混結した混合列車牽引にも用いられた。
1956年（昭和31年）8月5日に発生した正面衝突事故において、本形式は台枠部分を損傷した。被災した本形式ならびにモハ100形101は損傷した部分の修復のため製造メーカーである東芝へ送られたことから、本形式が運用を離脱している間の貨物列車牽引機として、名古屋鉄道（名鉄）よりデキ370形が貸し出された。同機は運転方式などが本形式と異なることから、運転は同機とともに名鉄より出向した運転士が担当した。本形式は同年内に修復されて運用に復帰したが、修復に際して運転室側面に取り付けられている銘板（メーカーズプレート）が交換され、銘板記載の製造年が「昭和31年」となった。
1972年（昭和47年）7月13日に発生した昭和47年7月豪雨による橋梁流失に伴い、同日より駄知線は営業休止となり本形式も休車となった。
その後復旧されることなく、1974年（昭和49年）10月21日付で駄知線は廃止され、本形式も同日付で除籍された。駄知線に在籍した電車（モハ100形・クハ200形、ならびにモハ110形・クハ210形）については全車とも高松琴平電気鉄道（琴電）、総武流山電鉄（現・流鉄）、名古屋鉄道の各社へ譲渡されたが、本形式については引き取り手が現れることはなく、廃止の翌年となる1975年（昭和50年）3月に解体処分された。